# Aeroprakt A-22
Le Aeroprakt A-22 Foxbat est un ULM multi-axes conçu par Yuri Yakovlev et fabriqué par Aeroprakt en Ukraine à Kiev. Aux États-Unis, l'A-22 est appelé Valor, Sharik en Ukraine, tandis qu'au Royaume-Uni et en Australie, il est appelé Foxbat. C'est un biplace à aile haute et à train tricycle.
L'A-22 est vendu soit en tant qu'avion "prêt à voler" soit en kit.
Le 2 avril 2024, un Aeroprakt A-22, modifié pour un usage en tant que drone sans pilote, a été utilisé pour mener une attaque sur une usine fabriquant des munitions rôdeuses Shahed 136 à Ielabouga au Tatarstan,.

## Design et développement
Aeroprakt a commencé la conception de l'A-22 en février 1990. Le premier prototype a effectué son vol inaugural le 21 octobre 1996. Une version certifiée allemande est entrée en production en 1999.
La structure de l'A-22 est presque entièrement métallique avec seulement le capot du moteur, les  saumons d'aile et les carénages de roues en composite. Les ailes et les surfaces de contrôle sont recouvertes de tissu.
L'avion a une excellente visibilité grâce notamment à des portes convexes, qui permettent aux occupants de regarder droit vers le bas. La cabine fait 132cm de large. Un compartiment derrière les sièges peut accueillir 20kg de bagage.
L'A-22 utilise des flaperons à la place des ailerons et des volets, ce qui donne des distances de décollage et atterrissage courtes lorsqu'ils sont complètement abaissés.
Les doubles commandes sont standards, en utilisant un seul manche central en « Y » ou éventuellement deux volants.

## Motorisation
L'appareil est équipé du Rotax 912UL ou du Rotax 912ULS. Le Jabiru 2200 peut également être installé. L'hélice est une Kiev Prop composite à 3 pales réglable au sol.

## Galerie

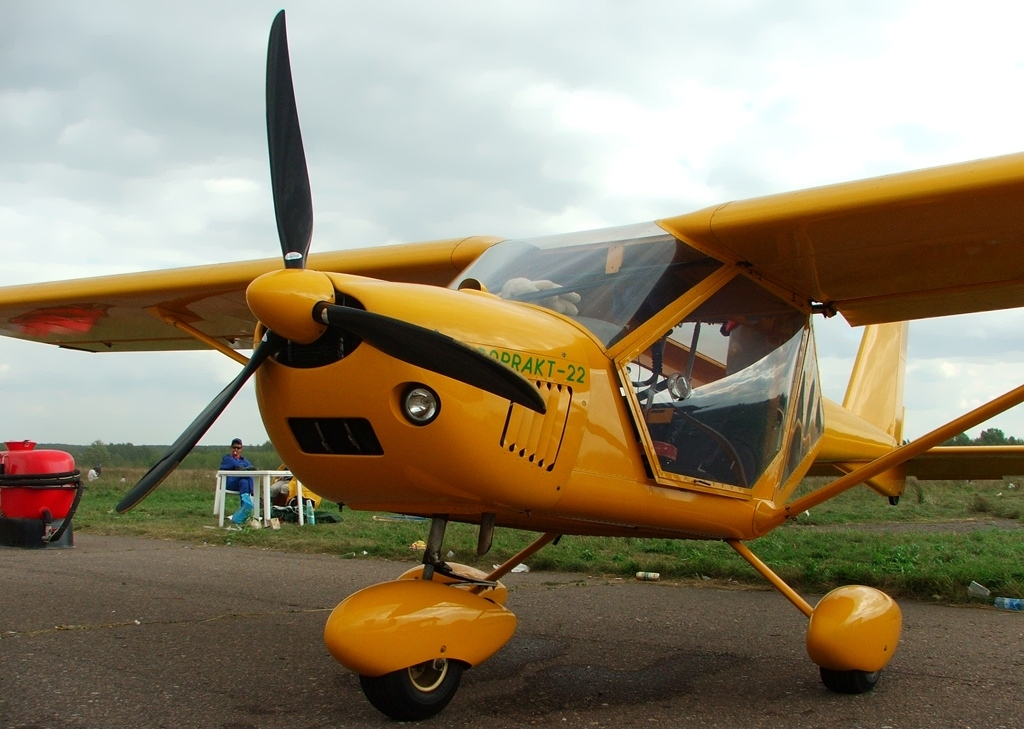
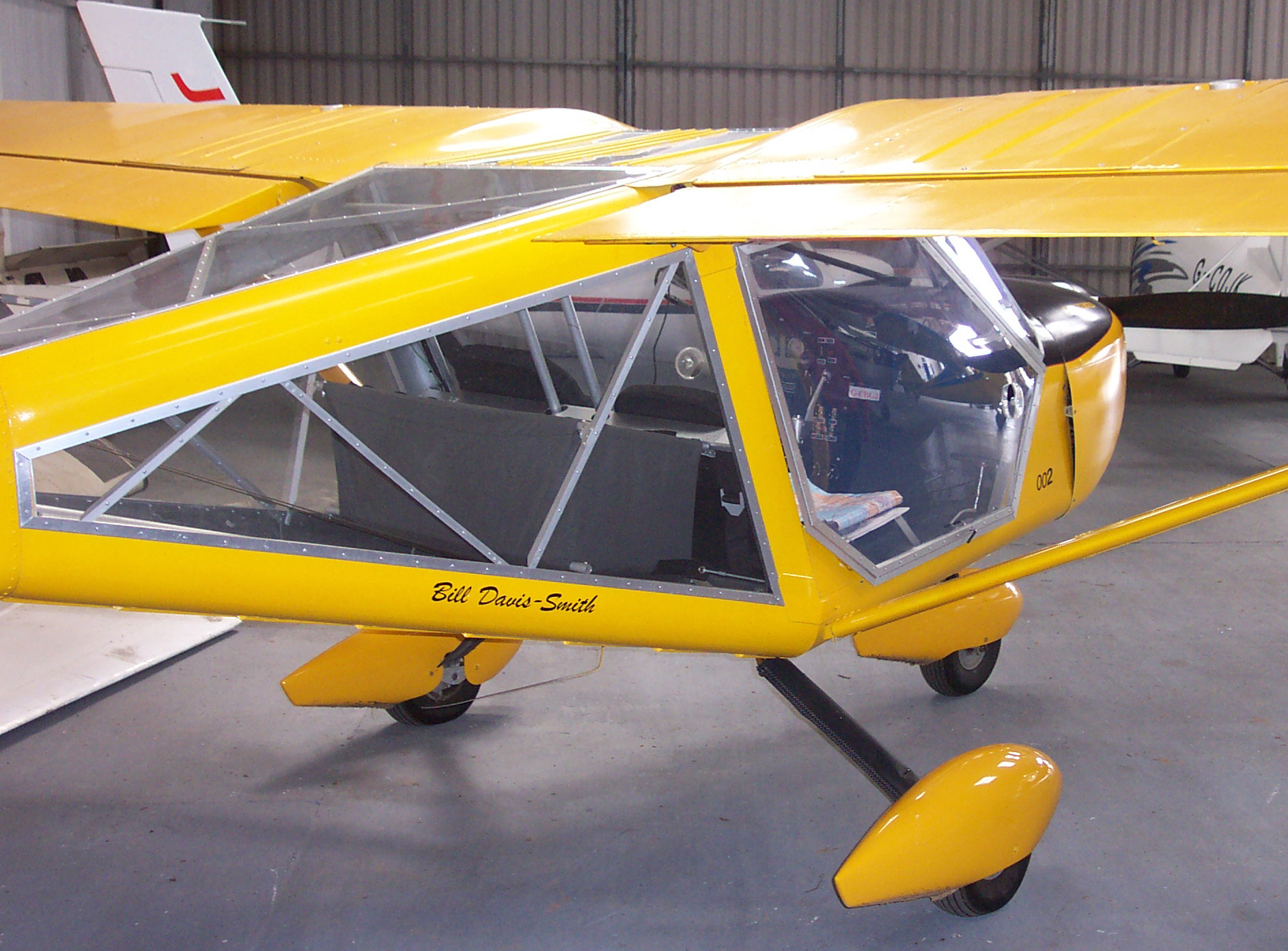